# Letov Š-31
Letov Š-31 là một loại máy bay tiêm kích chế tạo tại Tiệp Khắc vào đầu thập niên 1930.

## Quốc gia sử dụng
Tiệp Khắc
- Không quân Tiệp Khắc

 Slovakia
- Không quân Slovak (1939-1945)

 Cộng hòa Tây Ban Nha
- Không quân Cộng hòa Tây Ban Nha

 Tây Ban Nha
- Không quân Tây Ban Nha – Sau nội chiến.

## Biến thể
- Š-31
- Š-131
- Š-231
- Š-331
- Š-431

## Tính năng kỹ chiến thuật (Š-231)

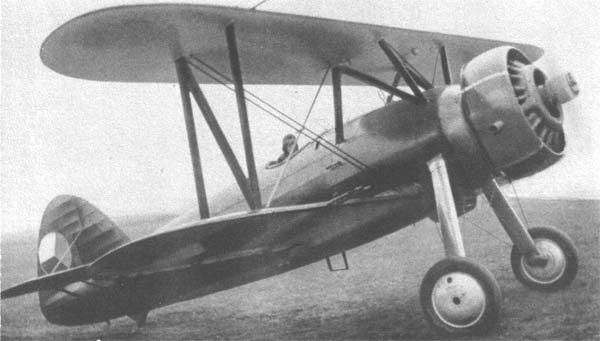
Letov Š-231

Đặc điểm tổng quát
- Kíp lái: 1
- Chiều dài: 7,80 m (25 feet 7 inch)
- Sải cánh: 10,06 m (33 feet 0 inch)
- Chiều cao: 3 m (9 feet 10 inch)
- Trọng lượng rỗng: 1.280 kg (2.822 pounds)
- Trọng lượng có tải: 1.770 kg (3.902 pounds)
- Động cơ: 1 × Walter Bristol Mercury V-S2, 412 kW (560 hp)

 Hiệu suất bay 
- Vận tốc cực đại: 348 km/h trên độ cao 5.000 m (216 mph trên độ cao 16.405 feet)
- Tầm bay: 450 km (280 dặm)
- Trần bay: 7.800 m (25.590 feet)

Trang bị vũ khí

- Súng: 2 súng máy 7.7 mm (0.303 inch)
- Bom: 6 quả bom nhỏ